# Paklenica (Chorwacja)
Paklenica – wieś w Chorwacji, w żupanii sisacko-moslawińskiej, w mieście Novska. W 2011 roku liczyła 279 mieszkańców.